# Wet Dream Film Festival
Wet Dream Film Festival ist der Titel von zwei Filmfestivals in Amsterdam. Das erste fand 1970 statt, das zweite 1971. Sie wurden von der Amsterdamer Redaktion des Gegenkulturmagazins SUCK, The First European Sex Paper (1969–1974), und hier insbesondere von Jim Haynes, in Zusammenarbeit mit der Nederlands Filmmaker Coop organisiert und als the World's First Erotic Film Festival beworben.
Unterstützt wurden sie von S.E.L.F. (Sexual Egalitarianism and Libertarian Fraternity: Germaine Greer, Al Goldstein (Verleger von Screw), Jean Shrimpton, Jay Landeman, Richard Neville, Didi Wadidi, Mike Zwerkin), einem Manifest für sexuellen Egalitarismus und libertäre Brüderlichkeit. Das Manifest wurde auf dem ersten Wet Dream Film Festival in Amsterdam im November 1970 veröffentlicht und brachte eine Gruppe von Schriftstellern, Künstlern und Kuratoren zusammen, die sich für sexuelle Freiheit einsetzten. Auf dem Festival selbst wurden Pornofilme gezeigt und S.E.L.F. fungierte als Jury des Festivals.
Greer desavouierte das Festival später als Fehlschlag.

## Festival 1970
Das erste Wet Dream Film Festival fand vom 26. bis 29. November 1970 statt und hatte eine internationale Jury, bestehend aus Germaine Greer, Jay Landesman, Richard Neville, Michael Zwerin, Didi Wadidi und Al Goldstein.
Der erste Preis ging an Bodil Joensen für A Summer Day. Der Preis "Blast from the Past" ging an den Film von Jean Genet: Un chant d’amour. Der Walt Disney Memorial Award ging an Christie Erikssons Schneewittchen und die sieben Zwerge. Weitere Preise wurden an Peter Flemming, Walter Burns und Falcon Stewart verliehen.

Stanley Long sagte auf dem Festival: 

„Aber was genau hat das Publikum auf dem Blue Movie Filmfestival gesehen? Genau das. Blue Movies. Vier Tage lang Blue Movies. Niedrige Budgets. Hohe Budgets -- Ungezogen!“

## Festival 1971
Das zweite Wet Dream Film Festival fand vom 20. bis 25. Oktober 1971 statt und wurde erneut von Jim Haynes organisiert. Zu den Festivaljury gehörten Germaine Greer, Al Goldstein, William Holtrop, Didi Wadidi, Anna Beke und Michael Zwerin sowie die Neuankömmlinge Mama Cass, Roland Topor, Heathcote Williams, William S. Burroughs, Carlos Clarens, Tomi Ungerer, Betty Dodson, Marie-France und Miss Engel. Jens Frosen  dokumentierte den Event.

Lou Sher, Präsident von Sherpix, der Adultery For Fun and Profit beim ersten Festival aufnahm, stellte in dem Jahr 1.000 Dollar für den ersten Preis zur Verfügung und versprach eine Garantie von 5.000 Dollar für jeden Film, der seiner Meinung nach das Potential hat über seinen Verleih in den USA in die Kinos zu kommen. Organisator Haynes erklärte gegenüber Variety: 

„Was die meisten Leute am letztjährigen Wet Dream Festival nicht verstehen, ist, dass es uns nicht in erster Linie um pornografische Aspekte geht, sondern um das libertäre Konzept. Es ist ein Angriff auf die Bevormundung, weil es die Frage stellt, warum die Leute nicht jedes Bild sehen können, das sie wollen.“

## Weitere Infos
Im Nachgang der sexuellen Revolution der 68er fand das erste Untergrundfestival des erotischen Films statt. Doch die Tabubrüche fanden nicht nur in den Kinos statt, sondern auch in Orgien rund um das Festival. Sex galt als Speerspitze der Utopien von Freiheit und die Teilnehmer wollten gegen Bürgertum und die katholische Kirche aufbegehren. So charterten die Veranstalter ein Schiff um nach dem Festival mit rund 350 Teilnehmern eine Nordseefahrt zu unternehmen, bei der es "Sex, Drugs and Rock 'n Roll" gab. Der Schriftsteller Georges Marbeck schrieb danach 

„Wir wollten ohne Eifersucht die Vielfalt unserer Wünsche leben, aus unserem Leben sollte nicht das langsame Dahinsiechen werden, das uns eine von Atombombe, Kunststoff und Coca-Cola geprägte Kultur als Lebensmodell vorgab.“

1972 kündigte Haynes im Magazin SUCK an, dass es kein drittes Festival geben würde.
2008 drehte Yvonne Debeaumarché für ARTE die Dokumentation Nackt und frei in Amsterdam über das Wet Dream Film Festival. Die Dokumentation befragt Teilnehmer dieses einzigartigen Festivals und der abschließenden Orgie: den Zeichner Siné, den "Marianne"-Journalisten Guy Sitbon, die Schriftsteller Georges Marbeck und Catherine Robbe-Grillet sowie den Amerikaner Jim Haynes als Veranstalter des Festivals und Leitfigur der europäischen Gegenkultur der 70er Jahre. Welche Erinnerungen haben sie an das Ereignis? Was dachten und fühlten sie damals? Warum haben sie am "Wet Dreams Festival" teilgenommen? Welche Utopien hatten sie, und was ist ihnen davon geblieben? Anhand ihrer zum Teil noch immer verklärten Erinnerungen fängt die Dokumentation die Atmosphäre jener Zeit ein und verdeutlicht Sinn und Tragweite der erotischen und politischen Träume von damals.